# Вичулкі (Підляське воєводство)
Вичулкі (пол. Wyczółki) — село в Польщі, у гміні Нурець-Станція Сім'ятицького повіту Підляського воєводства.
Населення — 95 осіб (2011).
У 1975-1998 роках село належало до Білостоцького воєводства.

## Демографія
Демографічна структура станом на 31 березня 2011 року:
|          | Загалом | Допрацездатний вік | Працездатний вік | Постпрацездатний вік |
| -------- | ------- | ------------------ | ---------------- | -------------------- |
| Чоловіки | 50      | 9                  | 33               | 8                    |
| Жінки    | 45      | 3                  | 19               | 23                   |
| Разом    | 95      | 12                 | 52               | 31                   |